# 燕昭王
燕昭王（約前336年—前279年），姬姓，名職，又作燕昭襄王，中國戰國時期的燕國君主。燕王噲之子。燕王噲死后，燕人共立为燕王，在位期間燕將秦開大破東胡及朝鮮、上將軍樂毅聯合五國攻齊，佔領齊國七十多城（齊國疆土只剩莒、即墨二城）。

## 生平
燕王噲禪讓給相國子之，太子平因要党聚众，将军市被围公宫，攻子之，不克。市被和百姓反攻太子平，其後市被及太子平死，以徇。齊宣王起兵攻破燕國，子之被殺，王噲亦死，後礙於三晉、楚、秦等諸侯反對聲浪，又有燕人叛亂的狀況下，迫使齊軍不得不撤退。時趙國從韓國接回公子職，派樂池護送公子職回國，燕人共立公子職，是为燕昭王。
昭王登位之初，決心要令燕國強大，故四處尋找治國的良才。因禮待老臣郭隗，築宮而敬以為師，結果各國群賢聚集燕國，史載“樂毅自魏往、鄒衍自齊往、劇辛自趙往，士爭趨燕”。唐代詩人陳子昂有詩：“南登碣石館，遙望黃金台，丘陵盡喬木，昭王安在哉！”即是形容燕昭王以重金聘用了苏秦。《戰國策》裡也記載他千金市馬的故事，一時燕國成為“人才高地”。燕昭王三十年（前284年）燕國聯合五國攻齊，上將軍樂毅攻破齊國，佔領齊國七十多城（齊國疆土只剩莒、即墨二城），成就了燕國最輝煌的時期。
昭王任內（前283年）有燕將秦開在東胡作為燕國的人質，東胡人很信任他。秦開歸國後，起兵襲擊東胡及朝鮮，「東胡卻千餘里」、取朝鮮“地二千餘里，至滿番汗爲界”，結果大大開拓了燕國的疆域，遼東及遼西地區成為燕國版圖，而燕國亦隨即開始修築北長城。北長城西端起自造陽（今河北省張家口市宣化縣東北），向東到達襄平（今遼寧省遼陽市北面）。

## 在位年代

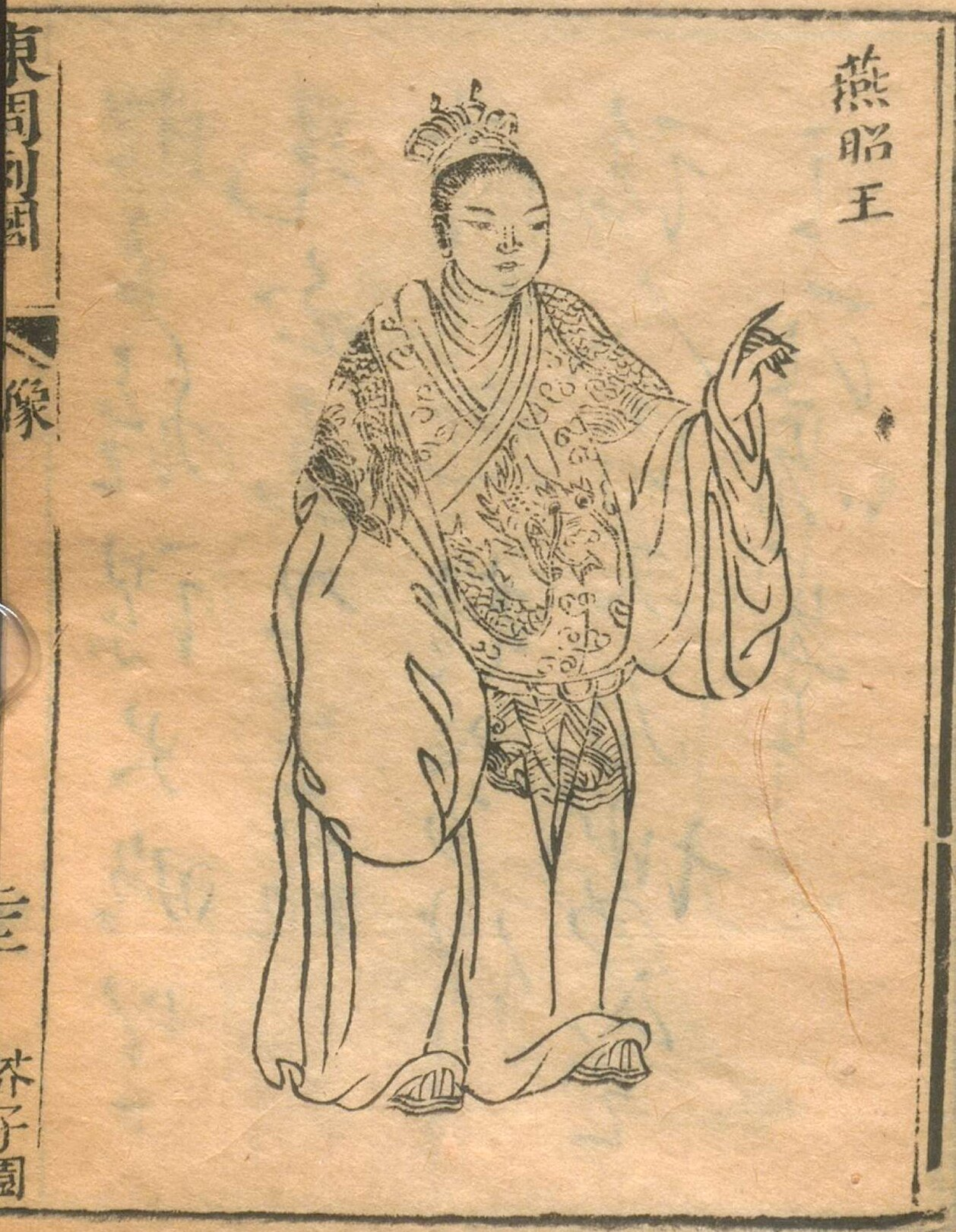
燕昭王

《史記·六國年表》及《燕世家》並作為前311年至前279年，在位33年。
即位年方面，舊有說法是前311年為燕昭王元年。但據近年新出土的《燕王職壺》有刻銘曰：「唯郾王職，踐祚承祀，厇幾三十，東會盟國，命日壬午，克邦毀城，滅郊之獲。」該壺說明燕入臨淄在燕昭王三十年，即《秦本紀》秦昭王二十三年（前284年）五國攻齊之事。依此回推，則燕昭王元年應在前313年左右。
卒年方面，《樂毅列傳》記載，燕臣樂毅率燕軍循齊五年，後燕昭王死，燕惠王即位，樂毅被疑而奔趙，傳統說法是發生於前279年。《趙世家》記載「趙惠文王十七年（前282年，白光琦說為前281年），樂毅將趙師攻魏伯陽」，據《六國年表》及近人整理過後的《戰國年表》，該年燕昭王尚在世。一說此時樂毅已奔趙，並以此推定卒年在前281年，在位33年。一說攻魏伯陽之將非樂毅。另一說伯陽在趙魏邊界處，樂毅身兼趙燕2國之相，故能率趙軍攻魏。還有一說認為伯陽是人名，不久後趙奢攻齊麥丘時有所合作，隔年樂毅因昭王過世使他被騎劫取代而奔趙。
因各方說法頗有道理，故燕昭王卒年乃從《史記·六國年表》及《燕世家》在前279年；即位年從前313年說，則在位有35年。

## 公子職與燕昭王

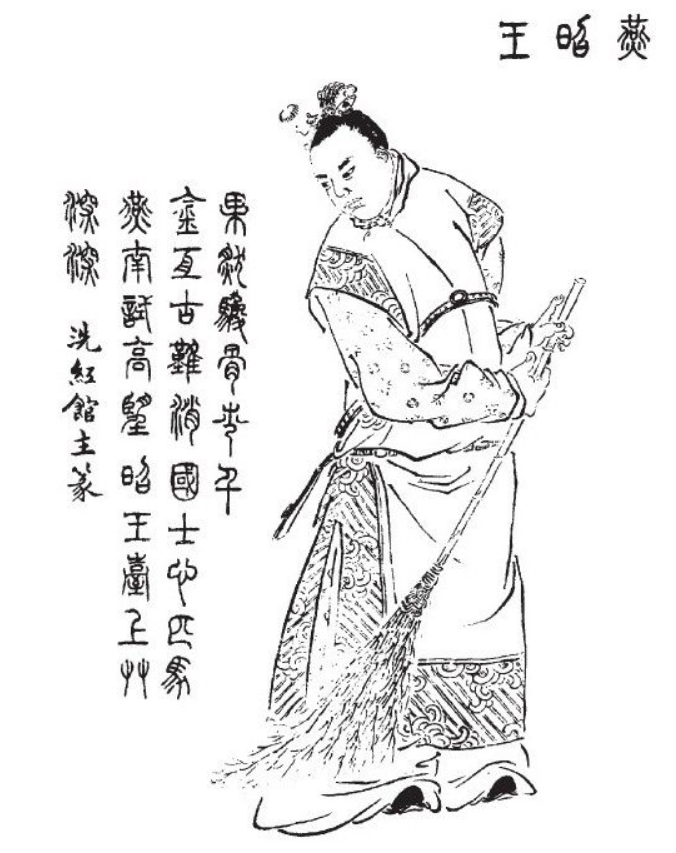
小说《东周列国志》中的燕昭王绣像

許多書都記載燕昭王是太子平，但有一種說法是太子平與將軍市被同在內亂中被殺，後來繼位的燕昭王是趙國擁立在韓國作為人質的公子職。從後世考古出土證據顯示，「燕王職」一說應該屬實，燕昭王應為公子職。
古代史籍中記載出現的矛盾，應該有兩種來源：一是「公子平」（《史記》誤改為「太子平」）出於《戰國策》，另一「公子職」的說法則出於《竹書紀年》。
在《史記·燕召公世家》「燕子之亡二年，而燕人共立太子平，是為燕昭王」，應是據《戰國策·燕一·燕王噲既立》「二年，燕人立公子平……」。其後認同「太子平為燕昭王」的各家說法，包含史記《燕召公世家》在內，應該都是源於這一則材料。但有些學者已經指出，戰國策中的公子「平」，當為公子「職」之誤，而史記抄錄時，又將「公子平」誤寫成「太子平」，因此舛誤更甚。《史記集解》、《史記索隱》也支持燕昭王為太子平而否定趙國送公子職回國繼位的說法，但都只是很主觀的推論，沒有確實的證據。
而另一說法燕昭王為公子職，應該是源出於《竹書紀年》。「徐廣曰：《紀年》云立燕公子職。」（《史記六國年表》集解）。《竹書紀年》則說：「子之殺公子平，不克」。《史記六國年表》：「君噲及太子、相子之皆死」。《趙世家》稱武靈王十年，「齊破燕。燕相子之為君，君反為臣。十一年，王召公子職於韓，立為燕王，使樂池送之。」
莫衷一是的說法直到1950年代中國大陸挖出一些戰國兵器後才得到有實物證據支持的可靠說法；近世出土燕國兵器銅戈及寶劍有「郾（燕）王職」，器多出燕下都，亦曾出於山東之益都、臨朐，此「郾王職」即公子職，亦即燕昭王，兵器之出於山東，當為伐齊時所遺留。這些證據已經證實燕昭王是公子職而不是太子平。
學者方詩銘在《古本竹書紀年輯證》的論述：《史記·趙世家》：「（趙武靈王）十年，……齊破燕，燕相子之為君，君反為臣。十一年，王召公子職於韓，立以為燕王，使樂池送之。」集解：「徐廣曰：『《紀年》亦云爾。』」索隱：「《燕系家》無其事，蓋是疏也。今此云『使樂池送之』，必是憑舊史為說，且《紀年》之書，其說又同。」《存真》據此作「『趙召燕公子職於韓，立以為燕王，使樂池送之』」；《輯校》作「趙立燕公子職」。皆列於今王五年。《國策‧燕策一》：「子之三年，燕國大亂，百姓恫怨。將軍市被、太子平謀，將攻子之。……太子因數黨聚眾，將軍市被圍公宮，攻子之，不克。（將軍市被及）百姓乃反攻，太子平、將軍市被死已殉國。……二年，燕人立公子平，是為燕昭王。」楊寬先生以「將軍市被及」五字為衍文（《戰國史》第103頁），是《史記‧燕世家》集解、索隱引《六國年表》云：「君噲及太子、相子之皆死。」（詩銘案：今本刊去「太子」二字，誤。）是《紀年》、《國策》、《六國年表》皆稱太子平已死，其後被立為昭王之公子平，自不得為太子平。《國策》簡札訛舛，《史記‧燕世家》照錄策文，又有竄改，以致聚訟紛紜，莫衷一是。實則市被本太子平之黨，攻子之不克，百姓乃反攻太子平及將軍市被，二人皆「死已（以）殉國」。《燕策》稱所立者為「公子平」，稱「公子」而不稱「太子」，其誤當在「平」字，《燕世家》則改「公子」為「太子」，益滋混亂。（《戰國策》鮑彪、吳師道校注本更據《燕世家》之文改「公子」為「太子」，誤。）雷學淇《竹書紀年義證》卷40云：「《燕策》立太子平句，本是立公子職之誤，《燕世家》又承其訛也。」
以前的眾說紛紜，經學者反覆推敲不同史料間的邏輯性，加上地下文物的出土，燕昭王名職，現在已成明確的定論。
另外，陈直《史记新证》认为“太子平”和“燕王职”为同一人的不同名字。

## 評價
- 姜再恒：“燕昭納郭隗之說，得樂生，以報萬乘之齊，天下稱之，至今以爲賢，此自戰國之世言之也，非先王取士之道也，先王取士之道，如之何，致其敬盡其禮，竭誠意而致之，若湯之於伊尹，高宗之於傅說，文王之於太公是也，昔者子貢問於孔子曰，有美玉於斯，蘊櫝而藏諸，求善價而沽諸，子曰，沽之哉沽之哉，我待價者也，昭王之志之盛如此，而功烈如此其卑者，由不得致士之道也，不然，以燕之衆，得聖賢之佐，爲政於天下，猶反覆手也，何齊之足云，而區區於死馬之骨，汲汲於金臺之賢，六月之功未終，而卽墨之牛已燧矣，惜哉。”（『立齋遺稿』 卷14, 論, 燕昭王論）

## 影视形象

### 電視劇
| 年份 | 劇名               | 演員   | 剧中称谓 |
| ---- | ------------------ | ------ | -------- |
| 2015 | 《芈月传》         | 秦浩博 | 燕昭王   |
| 2017 | 《大秦帝国之崛起》 | 孙荣   | 燕昭王   |
| 2019 | 《风云战国之列国》 | 王劲松 | 燕昭王   |